# Sabulodes pumilis
Sabulodes pumilis là một loài bướm đêm trong họ Geometridae.